# .rio
.rio é o domínio de topo (TLD, em inglês: top-level domain) oficial para utilização de órgão governamentais, pessoas físicas e jurídicas, situadas no Município do Rio de Janeiro,[carece de fontes?] sendo um dos generic top-level domains (gTLD), assim como .com, .net, .org, entre outros.
O domínio foi delegado à Empresa Municipal de Informática S.A. -IPLANRIO, e é operado pelo NIC.br por meio de um contrato de back-end (Registry Service). Foi lançado oficialmente em 2015.

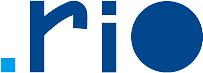
Logomarca do .rio (gTLD do município do Rio de Janeiro).

## Política de elegibilidade
O titular de um domínio .rio precisa ser de um de dois tipos:
- Pessoa jurídica constituída no Brasil, com sede, filial, franqueado ou licenciado localizado na cidade do Rio de Janeiro (RJ), com cadastro ativo no "Cadastro Nacional da Pessoa Jurídica – CNPJ/MF" do Ministério da Fazenda;
- Indivíduo com endereço fixo na cidade do Rio de Janeiro (RJ), com cadastro ativo no "Cadastro das Pessoas Físicas – CPF/MF" do Ministério da Fazenda.

Um titular que perca elegibilidade para um domínio .rio está sujeito ao cancelamento dos serviços de publicação de DNS do domínio e à remoção do domínio independente da data de expiração.

## Política de nomes
O titular concorda com as seguintes condições de uso dos domínios .rio:
- Usar o domínio .rio apenas para propósitos legais e não abusivos;
- Não prover serviços de subdomínios para quais outras organizações ou indivíduos, aceitando total responsabilidade por todo o conteúdo e serviços de nomes DNS ("hostnames") independente do nível DNS;
- Tornar disponível um sítio Web em <domínio>.rio ou www.<domínio>.rio;
- Prover nesse conteúdo substancial, o que por definição não inclui páginas genéricas de "parking", "em construção" ou de anúncios.
- Para maior clareza, a IPLANRIO define abuso como o uso excessivo, mau ou errôneo de privilégios e poderes, incluindo, mas não limitado a:
- Comando e controle de dispositivos através de "Botnet" (uma infra-estrutura de comando e controle para gerenciar um grupo de computadores infectados que recebem ordens de usuários não autorizados pela rede);
- Abuso ou aprisionamento infantil;
- Distribuição de pornografia infantil;
- Publicação de referências circulares no DNS ("Domain Name System") usando recursos da IPLANRIO, do NIC.br ou de outros TLDs ("Top Level Domains");
- Hospedagem do tipo "fast flux" (registros DNS alterados rapidamente de forma a prevenir detecção ou mitigação de um abuso);
- "Phishing" (Comunicação não solicitada ou página Web que se passa por de uma instituição conhecida para iludir usuários e fazê-los submeter informações pessoais, privilegiadas ou dados financeiros;
- Envio massivo de mensagens não solicitadas por correio eletrônico, fóruns, mensagens instantâneas, mensagens por telefone móvel, redes sociais ou espaços de comentários;
- Apropriação indébita de qualquer serviço "online";
- Ações fraudulentas ou ilegais;
- Distribuição propositada de "malware" (qualquer tipo de software que execute ações maliciosas num sistema de computador, tais como vírus, worms, bots, cavalos de Troia e rootkits).